# Кубок Латвії з футболу 2000
Кубок Латвії з футболу 2000 — 59-й розіграш кубкового футбольного турніру в Латвії. Титул вп'яте здобув Сконто.

## Календар
| Раунд            | Дата              | Матчі | Клуби   |
| ---------------- | ----------------- | ----- | ------- |
| Попередній раунд | 8 квітня 2000     | 1     | 17 → 16 |
| 1/8 фіналу       | 12 квітня 2000    | 8     | 16 → 8  |
| 1/4 фіналу       | 19 квітня 2000    | 4     | 8 → 4   |
| 1/2 фіналу       | 10/18 травня 2000 | 4     | 4 → 2   |
| Фінал            | 27 травня 2000    | 1     | 2 → 1   |

## Попередній раунд
| Команда 1                | Рахунок | Команда 2               |
| ------------------------ | ------- | ----------------------- |
| 8 квітня 2000            |         |                         |
| Остас Поліція (Рига) (3) | +:-     | Варавішкне (Лієпая) (3) |

## 1/8 фіналу
| Команда 1          | Рахунок | Команда 2                           |
| ------------------ | ------- | ----------------------------------- |
| 12 квітня 2000     |         |                                     |
| Валмієра           | 2:0 дч  | Остас Поліція (Рига) (3)            |
| Сконто             | 11:0    | Фортуна (Огре) (3)                  |
| ЛУ/Даугава (Рига)  | 1:0     | Лудза/Малнава (3)                   |
| Резекне (2)        | 0:2     | Дінабург                            |
| Поліціяс (Рига)    | 2:1     | Зібенс/Земессардзе (Даугавпілс) (2) |
| Бергі (3)          | 0:6     | Металургс (Лієпая)                  |
| Віола (Єлгава) (3) | 1:5     | Рига                                |
| Цесіс (3)          | 0:12    | Вентспілс                           |

## 1/4 фіналу
| Команда 1          | Рахунок | Команда 2         |
| ------------------ | ------- | ----------------- |
| 19 квітня 2000     |         |                   |
| Вентспілс          | 7:0     | Валмієра          |
| Сконто             | 7:0     | ЛУ/Даугава (Рига) |
| Дінабург           | 2:1     | Поліціяс (Рига)   |
| Металургс (Лієпая) | 1:0     | Рига              |

## 1/2 фіналу
| Команда 1          | Заг. | Команда 2 | 1-й матч | 2-й матч |
| ------------------ | ---- | --------- | -------- | -------- |
| 10/18 травня 2000  |      |           |          |          |
| Дінабург           | 1:8  | Сконто    | 1:4      | 0:4      |
| Металургс (Лієпая) | 10:3 | Вентспілс | 6:2      | 4:1      |

## Фінал
| 27 травня 2000 |

| Сконто                                            | 4:1      | Металургс (Лієпая) |
| ------------------------------------------------- | -------- | ------------------ |
| Рубінс 8', 63' Колесніченко 43' Страдінш 52' (аг) | Протокол | Верпаковскіс 83'   |

| Даугава, Рига Глядачів: 3 000 Арбітр: Андрій Сипайло |